# MC Miker G & DJ Sven
MC Miker G & DJ Sven was een Nederlands rapduo bestaande uit MC Miker G en DJ Sven. Het duo had eind jaren tachtig hits met Celebration Rap, Kom van dat dak af en vooral de grote zomerhit Holiday Rap, die in 34 landen de nummer 1-positie behaalde.

## Geschiedenis
Lucien Witteveen (MC Miker G) en Sven van Veen (DJ Sven) ontmoetten elkaar in 1986 in een discotheek in Hilversum en besloten samen een demo op te nemen van een hiphopversie van het nummer Holiday van Madonna. Het nummer werd onder de titel Holiday Rap uitgebracht (productie: Ben Liebrand) en werd een nummer 1-hit in 34 landen, waaronder Nederland. De opvolger Celebration Rap werd een kleinere hit.
Het duo begon in 1987 aan een grote tournee, waarbij Orlando Voorn hen assisteerde als dj. MC Miker G kwam in 1988 met de hit Nights over New York. In 1989 had het duo met Peter Koelewijn een hit met een hiphopversie van Kom van dat dak af.
Hierna ging het duo uit elkaar: DJ Sven ging werken als radio-dj bij Radio Veronica en BNN, terwijl MC Miker G in de muziekwereld actief bleef, maar geen hits meer scoorde.

## Discografie

### Singles
| Single met eventuele hitnotering(en) in de Nederlandse Top 40 | Datum van verschijnen | Datum van binnenkomst | Hoogste positie | Aantal weken | Opmerkingen                      |
| ------------------------------------------------------------- | --------------------- | --------------------- | --------------- | ------------ | -------------------------------- |
| Holiday Rap                                                   |                       | 12-07-1986            | 1(3wk)          | 12           |                                  |
| Celebration Rap                                               |                       | 06-12-1986            | 8               | 7            |                                  |
| Don't Let The Music Stop                                      |                       | 06-06-1987            | 33              | 3            | alleen MC Miker G.               |
| And The Bite Goes On                                          |                       | 30-07-1988            | tip             | -            |                                  |
| Nights Over New York                                          |                       | 14-01-1989            | 15              | 6            | Alarmschijf                      |
| Kom van dat dak af                                            |                       | 17-06-1989            | 20              | 6            | met Peter Koelewijn              |
| Show 'em The Bass                                             |                       | 27-01-1990            | 24              | 4            | alleen MC Miker G.               |
| Big House                                                     |                       | 15-12-1990            | tip             | -            | alleen MC Miker G.               |
| Holiday Rap '91 (Remix)                                       |                       | 17-08-1991            | tip             | -            |                                  |
| Dance Your Ass Off                                            |                       | 04-01-1992            | tip             | -            | als MC Miker G. & Return To Zero |